# Voragonema laciniata
Voragonema laciniata is een hydroïdpoliep uit de familie Rhopalonematidae. De poliep komt uit het geslacht Voragonema. Voragonema laciniata werd in 2001 voor het eerst wetenschappelijk beschreven door Bouillon, Pagès & Gili. 